# Listracanthus
Genre
Listracanthus est un genre éteint d'holocéphales mesurant 3 mètres de long appartenant à la famille également éteinte des Edestidae. Il a vécu du milieu du Carbonifère (326,4 Ma) à la fin du Permien (252 Ma).

## Description
Malgré sa forte ressemblance avec le Requin-lézard, Listracanthus n'avait qu'une seule rangée de dents (tout comme le requin Edestus également de la même famille). Cette unique ligne de dents, comme le montrent les fossiles, mesurait 10 centimètres de long. Il est très probable que cet animal mesurait entre 2 et 3 mètres et qu'il se nourrissait d'animaux terrestres car il vivait dans les eaux douces et peu profondes[réf. nécessaire].

## Liste d'espèces
Selon Paleobiology Database (15 octobre 2021) :
- † Listracanthus hystrix Newberry & Worthen, 1870
- † Listracanthus pectenatus Mutter & Neuman, 2006